# 8796 Соннетт
(8796) 1981 EA12 — астероїд головного поясу, відкритий 7 березня 1981 року.
Тіссеранів параметр щодо Юпітера — 3.633.